# レシピ・アン〜リゾートとオペラの出会い〜
『レシピ・アン』は、2015年10月から2017年9月（毎週土曜日18:30 - 18:55）にBSフジで放送されていたトーク番組である。

## 概要
2015年9月までは『レシピ・アン～音楽と料理で幸せのおもてなし～』として放送されていた。オペラソプラノ歌手の幸田浩子と男性オペラ歌手（月替わり）2名ほどがMCとして、ゲストをおもてなしする。ゲストとのトークや施設紹介、オペラの披露が主な内容。

## 放送時間
- 毎週土曜 18:30 - 18:55

## 出演者
MC
- 幸田浩子
- 城宏憲、北川辰彦など ※毎週２名出演

## 過去の出演者
- 川井郁子
- 船越英一郎
- 辰巳琢郎
- コシノヒロコ
- 古田敦也
- 草刈民代
- 檀ふみ
- 羽田美智子
- 紺野美沙子
- 山本モナ
- 田中美佐子
- とよた真帆
- 古澤巌
- 茂木大輔
- 大友直人
- 石井智子
- 宮本笑里
- 村治佳織
- 三浦一馬

## スタッフ
- 企画：グレートストーン
- ゼネラルプロデューサー：福水託（グレートストーン）
- 企画協力：東京二期会
- ナレーター：村井かずさ → 関根正明
- 音楽監修：室田尚子
- 構成：ビル坂恵、谷口雅人、松本智子
- ＣＡＭ：餅原信一郎、小澤拓史 → 江沢崇、千葉論、水谷元保、中村陽一
- 音声：吉田正志、広瀬直樹 → 後田良、堀田博之、廣瀬あかり
- ＣＡ：西浦真之介 → 大淵将大、熊倉拳司
- スタイリスト：青柳裕美
- ヘアメイク：吉田みわ、山本加奈恵
- 音効：杉山典子
- ＥＥＤ：高野毅、石井謙作、七五三吉洋、山下直哉、上坂一史、椎名友教、川口達也、山門晃、蛭田秀昭、青柳香織、武者宏、大西真央（週替わり）
- ＭＡ：高山元、大江拓也、安河内隆文、河野翔平、直江泰輔、有川哲也、井坂拓人、元木綾美、横山圭美、武田誠司（週替わり）
- 技術協力：ポジティブワン → Zeta、ヌーベルアージュ
- 編成：久場孝子 → 坪井進一郎(共にBSフジ)
- 広報：村石花奈実(BSフジ）
- ＡＰ：中村健二 → 五十嵐愛美
- ディレクター：大森亮平、柳川葵来
- プロデューサー：白水聡一郎、尾和龍弥
- 制作：White Overseas Corporation、LDL エル・ディ・エル
- 制作著作：BSフジ